# یواس‌اس چیکات (ای‌کی-۱۷۰)
یواس‌اس چیکات (ای‌کی-۱۷۰) (به انگلیسی: USS Chicot (AK-170)) یک کشتی بود که طول آن ۳۸۸ فوت ۸ اینچ (۱۱۸٫۴۷ متر) بود. این کشتی در سال ۱۹۴۴ ساخته شد.